# میر (عنوان)
میر لقبی است که از واژهٔ امیر مشتق شده است و در رسوم اسلامی به افرادی داده می‌شد که از نسل فرماندهان بودند. این واژه در زبان‌هایی که تحت تأثیر اسلام بوده‌اند مانند ترکی عثمانی،فارسی، ترکی، کردی، آذربایجانی، کشمیری، بلوچی، پشتو وارد شده است.بر اساس کتاب نقش پارسی بر احجار هند ، میر احتمالاً به صورت عربی شکل پیر است. پیر در فارسی قدیمی و سانسکریت به معنی قدیمی، مرد عاقل، رئیس و رهبر بزرگ است. پیر رهبر مذهبی برای علوی و یارسانیسم است که به معنای رهبر معنوی قدیمی و عاقل است. امیر، به معنای "لرد" یا "فرمانده کلیدی"، از ریشه عربی a-m-r، "فرمان" مشتق شده است.

## نگارخانه

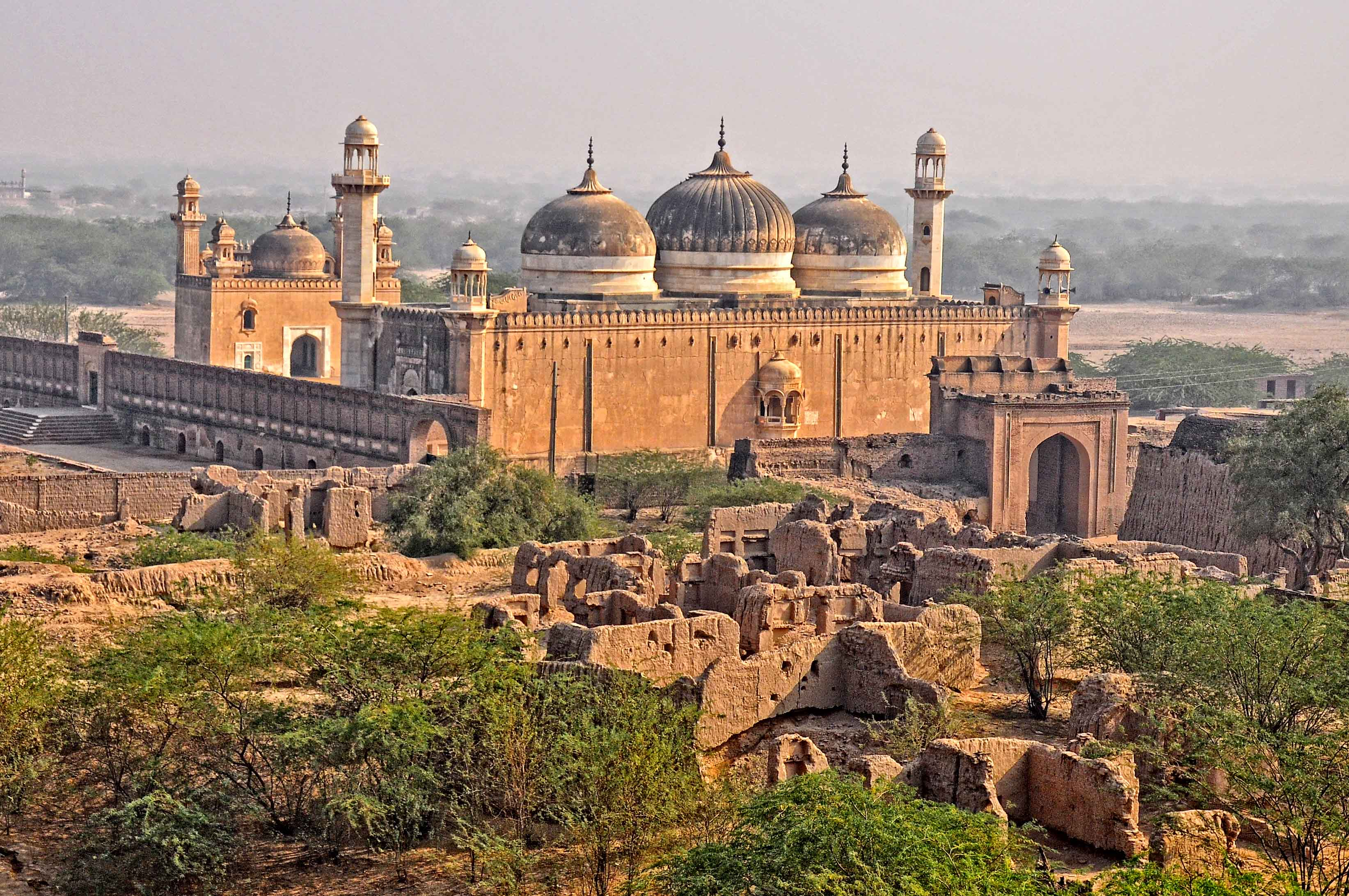
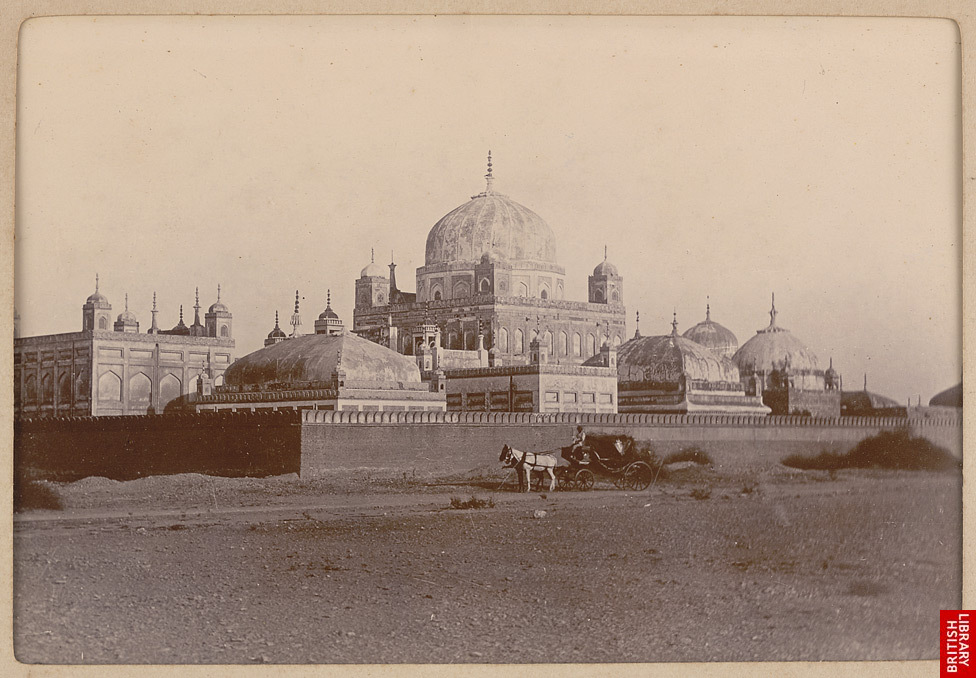